# Tháp Bút

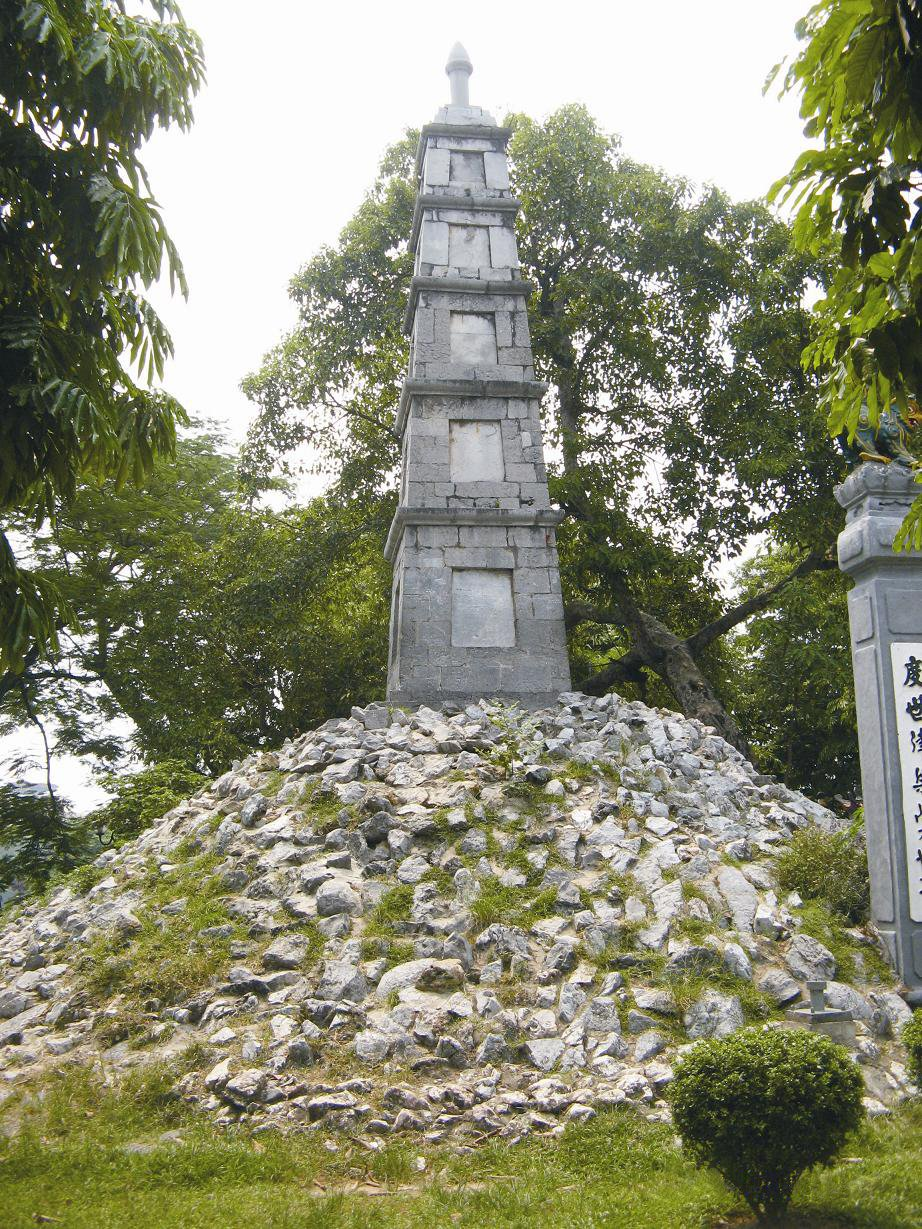
Tháp Bút trên núi Độc Tôn

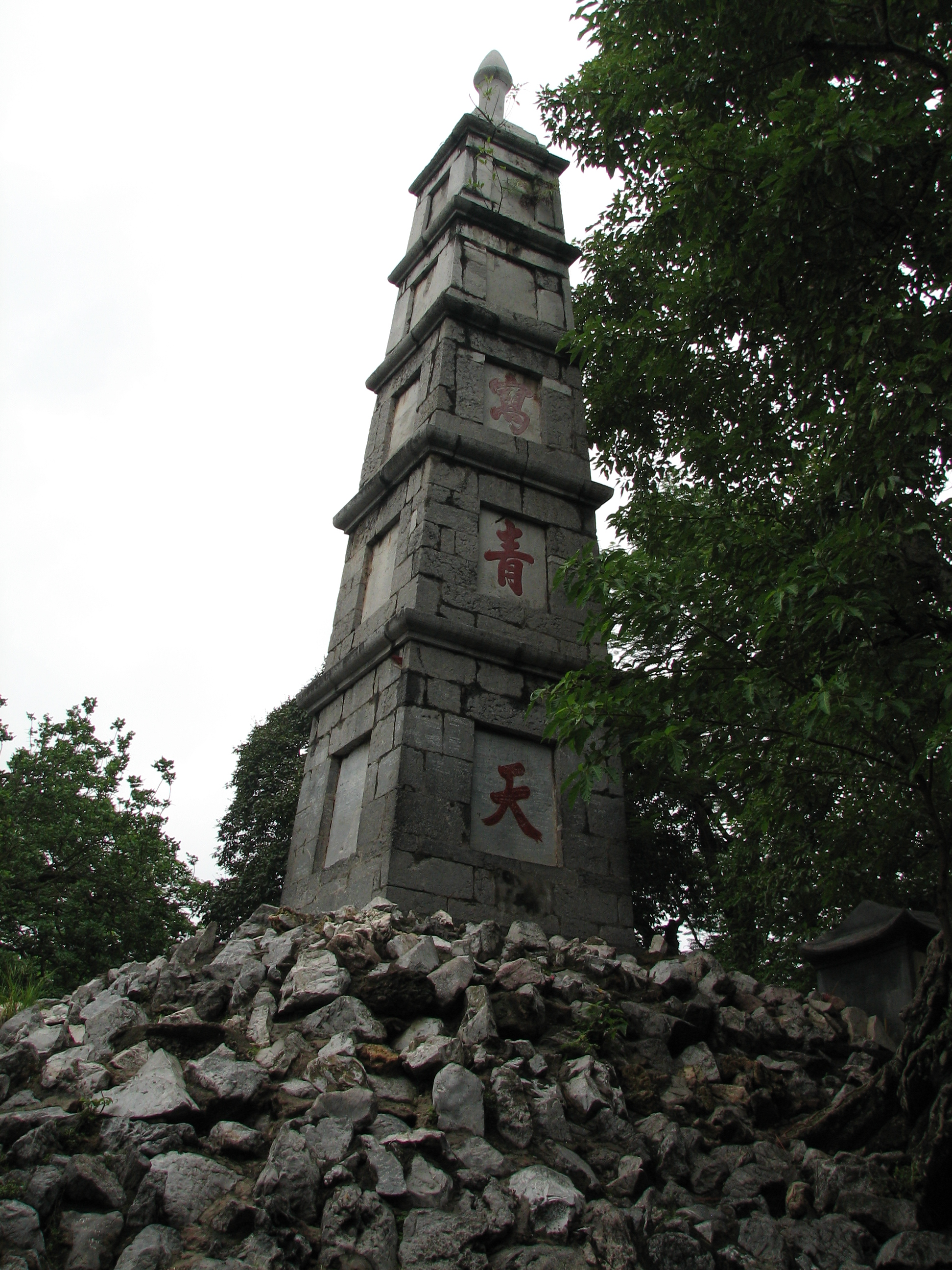
Tháp Bút với ba đại tự "Tả Thanh Thiên" màu đỏ trên thân tháp

Tháp Bút ở Hồ Gươm là một ngọn tháp bằng đá cao năm tầng, được xây dựng năm Tự Đức thứ 18 (1865) trên nền núi Độc Tôn cũ theo ý tưởng của nhà nho Nguyễn Văn Siêu, nằm ở phía ngoài lối vào cầu Thê Húc, đền Ngọc Sơn.
Tháp dựng trên ngọn núi do đá xếp, đường kính 12m, cao 4m. Tháp vuông có năm tầng, cao 28m. Đỉnh là một ngòi bút lông dựng ngược. Cả cán và ngòi bút cao 0,9m. Trên thân ba tầng giữa có khắc theo chiều dọc ba chữ Tả Thanh Thiên (chữ Hán: 寫青天) mang nghĩa "Viết lên trời xanh"
Cụm kiến trúc Tháp Bút biểu dương văn chương, nhưng đồng thời cũng để biểu dương võ công của chúa Trịnh trong việc dẹp cuộc khởi nghĩa của quận Hẻo Nguyễn Danh Phương. Tháp Bút dựng trên một cái gò chất đầy đá hộc, gò này tượng trưng cho 1 ngọn núi, tên là Độc Tôn. Trong bài "Bút Tháp chí" do Nguyễn Văn Siêu soạn năm 1865 được khắc ngay trên thân tháp:
| “                 | Trên đỉnh núi Độc Tôn có Tháp Bút năm tầng. Tháp nhờ núi mà cao thêm, núi nhờ tháp mà truyền mãi. Khoảng Lê Vĩnh Hựu (1735-1740) nghịch Phương lén chiếm núi Độc Tôn ở huyện Phổ Yên xứ Thái Nguyên, Vương sư đi đánh dẹp, đóng quân ở núi Ngọc Bội, liên tiếp phá giặc. Ngày khải hoàn, nhân gò đất cao, đắp núi để ghi công, đặt tên là núi Độc Tôn. Sau cuộc chính biến núi bị gai góc phủ đầy. Trong hồ có miếu Văn Xương. Vào dịp trùng tu miếu, ngó sang bờ Đông, thấy có núi, bèn phát cỏ dọn cây, xây tháp Bút, đối diện với đài Nghiên. Ấy núi là biểu tượng của chiến công mà tháp là biểu tượng của văn hóa. Cả hai cái đó dựa vào nhau mà tồn tại. | ” |
| — Nguyễn Văn Siêu | |   |

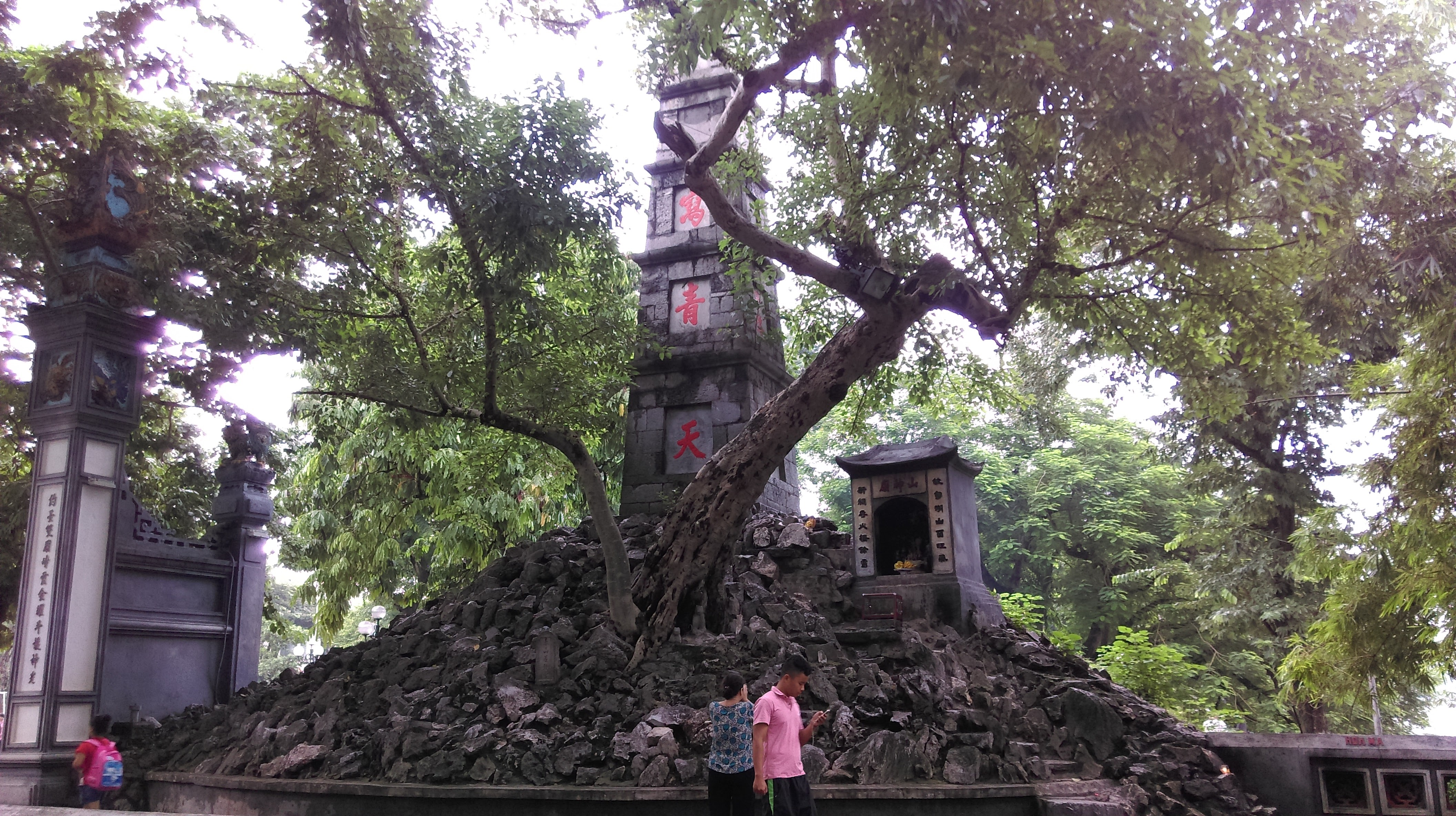

Cùng lúc đắp núi Độc Tôn ở bờ Đông hồ thì chúa Trịnh còn cho đắp núi Ngọc Bội bên bờ Tây hồ (núi Độc Tôn và núi Ngọc Bội ở Thăng Long là hai ngọn núi khác nhau).. Cạnh núi có cung Khánh Thụy. Sang đời Lê Chiêu Thống đã cho đốt cung này, song tên thì còn lưu lại ở 2 ngôi làng ở 2 bên cung là Tả Khánh Thụy và Hữu Khánh Thụy. Sang đời Nguyễn 2 làng này nhập vào làng Báo Thiên thành làng Báo Khánh. Nay còn phố Báo Khánh là di tích.
Ở đầu cầu Thê Húc là Đài Nghiên, nghiên được đặt trên tòa cửa đầu tiên dẫn vào đền, là một nghiên mực bằng đá xanh đẽo tạc theo hình nửa quả đào, cắt ngang theo chiều dọc, khoét lõm. Bề dài quả đào 0,97m, bề ngang 0,8m, cao 0,3m, chu vi 2m, có ba con thiềm thừ (con cóc) đội nghiên như ba cái chân kiềng. Đặc biệt trên thân của nghiên có khắc một bài minh mà tác giả lại cũng là Nguyễn Văn Siêu. Chỉ có 64 chữ Hán nhưng ý tứ rất hàm súc, tạm dịch:
| “ | Xưa lấy hốc đất làm nghiên, chú giải Đạo Đức kinh, nghiền ngẫm bên nghiên lớn, viết sách Hán Xuân Thu. Từ đá tách ra làm nghiên, chẳng có hình dáng. Không vuông không tròn, dùng vào mọi việc thật kỳ diệu. Không cao không thấp, ngôi ở chính giữa. Cúi soi hồ Hoàn Kiếm, ngửa trông ngọn Bút đá; ứng vào sao Thai mà làm ra mọi biến đổi. Ngậm nguyên khí mà mài hư không. | ” |

Hiện đã có bài hát về Tháp bút, đó là bài "Nghiên Bút Non Sông" do Đình Dương sáng tác.